# Greg D'Angelo
Greg D'Angelo, född 18 december 1963 i Brooklyn, New York, är en amerikansk trumslagare mest känd från tiden i rockbandet White Lion mellan åren 1985 och 1991. Senare har han varit verksam i flera band, bland annat i Pride & Glory där även James LoMenzo ingick, som också spelat i White Lion.